# Charles Levinson

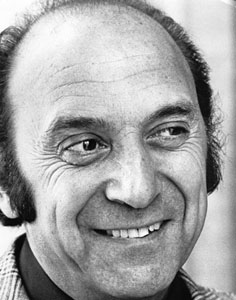
Charles Levinson (1974)

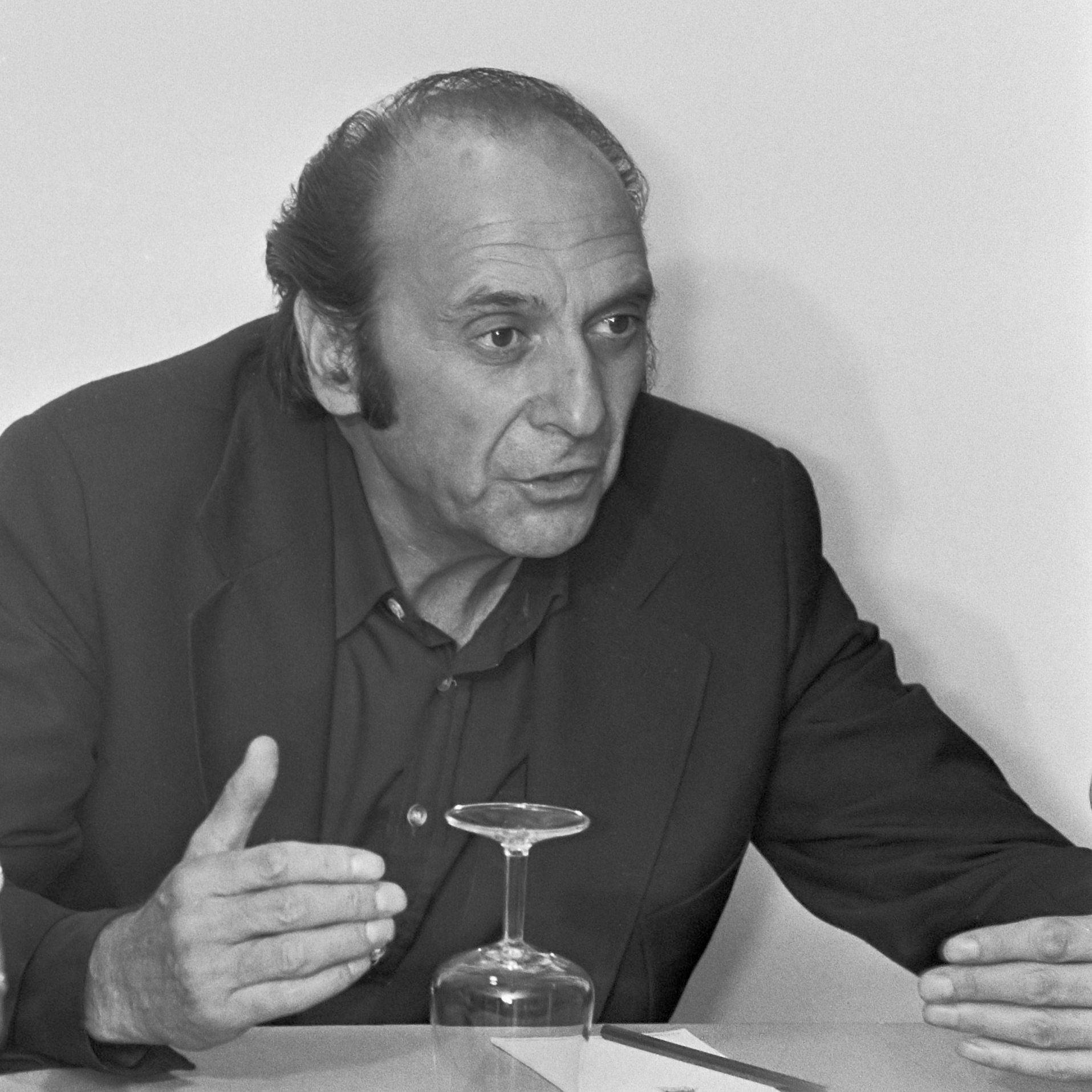
Charles Levinson (1975)

Charles Levinson (* 1920 in Ottawa; † 22. Januar 1997 in Genf) war ein kanadischer Autor und Gewerkschafter. Von 1956 bis 1964 war er Vize-Generalsekretär des Internationalen Metallgewerkschaftsbunds und von 1964 bis 1983 war er Generalsekretär der Internationalen Chemiearbeiter-Föderation, später nach Aufnahme der Minenarbeitergewerkschaft der International Federation of Chemical, Energy, Mine and General Workers’ Unions (ICEM).
Er kämpfte zeit seines Lebens gegen multinationale Konzerne.
1969 koordinierte er den ersten internationalen Streik gegen das Unternehmen Saint-Gobain. Außerdem sagte er voraus, dass durch den Osthandel der Westen und Ostblock ungerechter und repressiver würden.

## Bücher
- Studie der Chemiearbeiter über die chemische Kriegsführung. 1982
- Wodka-Cola. Die gefährliche Kehrseite der wirtschaftlichen Zusammenarbeit zwischen Ost und West. 1978. ISBN 978-3-498-03818-2
- PVC zum Beispiel. Krebserkrankungen bei der Kunststoffherstellung. 1975. ISBN 978-3-499-11874-6
- Wirtschaftskrise und multinationale Konzerne. Die Hintergründe der Energiepanik (Capital, Inflation and the Multinationals). 1974. ISBN 3-499-16880-4
- Valium zum Beispiel. Die multinationalen Konzerne der pharmazeutischen Industrie. 1974. ISBN 978-3-499-11776-3
- Inflation. 1973
- Gewerkschaften, Monopole, Konzerne. 1972